# Liste der Stolpersteine in Idar-Oberstein
Die Liste der Stolpersteine in Idar-Oberstein enthält alle Stolpersteine, die im Rahmen des gleichnamigen Projekts von Gunter Demnig in Idar-Oberstein verlegt wurden. Mit ihnen soll an Menschen erinnert werden, die in Idar-Oberstein lebten und wirkten und aus unterschiedlichen Gründen Opfer des Nationalsozialismus wurden.

## Verlegte Stolpersteine

### Stadtteile

#### Idar
| Bild | Adresse Verlegedatum               | Person, Inschrift | Anmerkung |
| ---- | ---------------------------------- | --- | --- |
|      | Kobachstraße 11 · 20. Oktober 2011 | HIER WOHNTE DR. WILHELM LEVY JG. 1894 DEPORTIERT 1942 THERESIENSTADT ERMORDET 28.10.1944 AUSCHWITZ                                                   | Wilhelm Levy wurde am 11. April 1894 in Sensweiler als Sohn eines Viehhändlers geboren. Er machte Abitur in Oberstein, studierte Medizin in Bonn und lernte dort seine spätere Frau Adele Moses kennen. Das Ehepaar blieb kinderlos. In der Idarer Kobachstraße 11 eröffnete Levy 1925 eine nach modernsten Standards eingerichtete Praxis. Er war ein sehr kompetenter und beliebter Arzt, bei dem sich auch NSDAPler mit ihren Familien behandeln ließen. Trotzdem litt er zunehmend unter den nationalsozialistischen Schikanen, verlor seine ärztliche Zulassung und durfte offiziell nur noch als „ärztlicher Krankenbehandler“ für Juden tätig werden. 1938 musste er endgültig seine Praxis schließen und reiste mit seiner Frau vorübergehend zu den Schwiegereltern nach Bonn. In Abwesenheit der Eheleute Levy verwüsteten Nationalsozialisten in der Reichspogromnacht 1938 Praxis und Wohnung des in der Bevölkerung überaus geschätzten Arztes und rühmten sich anschließend der Plünderungen, die sie zudem durchgeführt hatten. Trotz dieses antisemitischen Exzesses kehrte das Ehepaar nach Idar zurück und zog Ende 1941 nach Bonn in die Kapellenstraße 6. Zur Vorbereitung der geplanten Deportation wurde Wilhelm Levy mit seiner Frau von den Nationalsozialisten im Bonner Kloster zur Ewigen Anbetung interniert. Am 27. Juli 1942 folgte dann über Köln die Verschleppung in das Getto Theresienstadt, wo Wilhelm Levy in der Krankenstation eingesetzt wurde und u. a. Totenscheine auszustellen hatte. Nachdem absehbar war, dass die sowjetische Armee zunehmend in den Einzugsbereich der östlichen Vernichtungslager vorstieß, wurde das Ehepaar Levy am 28. Oktober 1944 nach Auschwitz deportiert und unmittelbar nach der Ankunft auf dem Bahnsteig getrennt. Seitdem fehlt von Wilhelm Levy jede Spur, sodass er nach 1945 für tot erklärt wurde. |
|      | Kobachstraße 11 · 20. Oktober 2011 | HIER WOHNTE ADELE LEVY GEB. MOSES JG. 1899 DEPORTIERT 1942 THERESIENSTADT 1944 AUSCHWITZ                                                             | Adele Levy lernte ihren Mann Wilhelm Levy während dessen Medizinstudium in Bonn kennen. Zum Schicksal von Adele Levy geb. Moses existiert ein Video. |
|      | Kobachstraße 15 · 19. März 2024    | HIER WOHNTE ADOLF BAER JG. 1895 FLUCHT 1935 SCHWEIZ                                                                                                  | Der Sohn der Eheleute Babette Wolf und Nathan Baer kam am 5. März 1895 in Idar zur Welt und wurde Edelsteinschleifer und -händler. Mit seiner aus Berlichingen stammenden Frau Berti Grünstein (Grinstein) und der gemeinsamen Tochter Edith zog er Ende 1935 zunächst nach Frankfurt am Main. Sein Hausanwesen in Idar war unmittelbar zuvor „arisiert“ worden. Während seine Eltern von Frankfurt aus erfolgreich über Frankreich ihre Ausreise nach New York vorbereiteten, floh Adolf Baer mit Frau und Tochter in die Schweiz, wo er 1937 an einem bislang unbekannt Ort starb. |
|      | Kobachstraße 15 · 19. März 2024    | HIER WOHNTE BERTI BAER GEB. GRRÜNSTEIN JG. 1902 FLUCHT 1935 SCHWEIZ PALÄSTINA                                                                        | Berti Grünstein (Grinstein) kam am 22. Januar 1902 in Berlichingen bei Heilbronn zur Welt. Nachdem sie den Idarer Edelsteinschleifer und -händler Adolf Baer geheiratet hatte, brachte sie 1927 in Offenau die gemeinsame Tochter Edith zur Welt, bevor die Familie sich in Idar niederließ. Da die Juden ab 1933 systematisch aus der Edelstein- und Schmuckbranche gedrängt wurden und das Haus der Familie Baer 1935 „arisiert“ worden war, erhofften sich die Eheleute in der Anonymität der Großstadt Frankfurt am Main bessere Lebensbedingungen, was sich schnell als unbegründete Hoffnung erwies und zur Flucht in die Schweiz führte. Auch hier ließ es sich für geflohene Juden nicht gut leben. Nach dem frühen Tod ihres Mannes gelang Berti Baer mit ihrer Tochter die Einreise nach Palästina, wo beide eine dauerhafte Heimat fanden. Die verwitwete Berti Baer heiratete ein zweites Mal und führte danach den Namen Berti Ziegler. Nähere Angaben zu ihrem Mann und ihrem Leben in Israel sind bislang nicht bekannt. |
|      | Kobachstraße 15 · 19. März 2024    | HIER WOHNTE EDITH BAER VERH. MANSUR JG. 1927 FLUCHT 1935 SCHWEIZ PALÄSTINA                                                                           | Edith Baer kam am 22. Januar 1922 als Tochter von Berti Grünstein (Grinstein) und Adolf Baer in Offenau auf die Welt. Mit ihren Eltern zog Edith in die Geburtsstadt des Vaters, der Edelsteinschleifer und -kaufmann war. In Idar lebten auch ihre Großeltern väterlicherseits. Wie alle selbstständigen Juden wurden Ediths Eltern systematisch aus dem Wirtschaftsleben gedrängt und suchten nach der „Arisierung“ ihres Wohn- und Geschäftshauses Ende 1935 in Frankfurt am Main eine neue Perspektive. Allerdings mussten sie ihr Vorhaben schnell aufgeben und flohen daraufhin in die Schweiz, wo jüdische Hitler-Flüchtlinge keineswegs willkommen waren. Nachdem der Vater 1937 42-jährig gestorben war, betrieben Tochter und Mutter die Ausreise nach Palästina. In Israel heiratete Edith Baer einen Mann namens Mansur. Über ihn und ihren weiteren Lebensweg sind bislang keine Angaben bekannt. |
|      | Kobachstraße 15 · 19. März 2024    | HIER WOHNTE JULIUS BAER JG. 1896 FLUCHT 1936 FRANKREICH USA                                                                                          | Julius Baer kam am 12. Dezember 1896 als viertes Kind der Eheleute Babette Wolf und Nathan Baer in Idar zur Welt und war ebenso wie der Vater und mehrere seiner Brüder in der Edelsteinbranche tätig. 1928 heiratete er Hedwig Deutsch aus Ingenheim. Ernst, das einzige Kind des Ehepaars, wurde 1931 geboren. Nach der 1935 erfolgten „Arisierung“ des Grundvermögens wanderte die Familie nach Ramat Gan in Palästina aus, kehrte aber schon bald wieder zurück, um über Le Havre am 16. Oktober 1936 nach New York zu fliehen. Geschäftlich war Julius Baer bereits 1934 in New York gewesen und konnte daher genauer abschätzen, was ihn und seine Familie in den USA erwartete. In seinem erlernten Beruf konnte er nicht sofort Fuß fassen und so arbeitete er zunächst als Handlungsgehilfe und blieb bis zu seinem Tod im Februar 1967 in New York. |
|      | Kobachstraße 15 · 19. März 2024    | HIER WOHNTE HEDWIG BAER GEB. DEUTSCH JG. 1903 FLUCHT 1936 FRANKREICH USA                                                                             | Hedwig Deutsch war die am 31. Januar 1903 in Ingenheim geborene Tochter des Textilhändlers Simon Deutsch und seiner Frau Ida Straus. Nach ihrer Hochzeit im November 1928 lebte sie mit ihrem Mann, dem Edelsteinschleifer und -händler Julius Baer, in Idar, wo 1931 der gemeinsame Sohn Ernst geboren wurde. Julius Baer wurde wie seine Angehörigen als Jude aus der Edelsteinbranche gedrängt und entschloss sich, mit seiner Familie nach Ramat Gan in Palästina auszuwandern. Weil sie dort nicht Fuß fasste, floh die Familie am 16. Oktober 1936 über Le Havre nach New York. Im jüdischen Viertel Height Washington fand Hedwig Baer mit ihrer Familie ein neues Zuhause. Erst nach dem Tod ihres Mannes 1967 verließ sie New York und verbrachte ihren Lebensabend in Danbury, Connecticut, wo schon ihre Mutter gewohnt hatte. 25 Jahre nach dem Tod ihres Manns starb Hedwig Baer am 11. Juni 1992. |
|      | Kobachstraße 15 · 19. März 2024    | HIER WOHNTE ERNST BAER JG. 1931 FLUCHT 1936 FRANKREICH USA                                                                                           | Der am 7. Oktober 1931 in Idar geborene Ernst Baer war das einzige Kind der Eheleute Hedwig Deutsch und Julius Baer. Nach der fehlgeschlagenen Auswanderung nach Palästina floh die Familie am 16. Oktober 1936 von Le Havre nach New York. In den USA heiratete Ernst Baer die drei Jahre jüngere Edyth Loft McRae, mit der er die drei Kinder Barry, Allen und Barbara hatte. Während des Koreakriegs war er von 1952 bis 1954 im US-Hauptquartier in Heidelberg stationiert. Anschließend besuchte er bis 1963 13 Jahre lang die Bernard M. Baruch Wirtschaftsabendschule. Nach seinem Schulabschluss war er in New York und Washington DC Steuerbeamter und anschließend in Atlanta Buchhalter. Mit 58 Jahren musste er wegen einer Herzerkrankung vorzeitig aus dem Berufsleben ausscheiden. Danach engagierte er sich noch in der Georgia Society of CPA's und war Treuhänder der jüdischen Organisation Temple Sinai of Atlanta. Ernst Baer starb am 12. Dezember 2002 in Wiggins Stone County, Mississippi. |
|      | Layenstraße 3 · 19. März 2024      | HIER WOHNTE HUGO BAER JG. 1899 FLUCHT 1936 FRANKREICH USA                                                                                            | Das Wohnhaus Layenstaße 3 besteht nicht mehr. |
|      | Layenstraße 3 · 19. März 2024      | HIER WOHNTE ANNA BAER GEB. KAHN JG. 1899 FLUCHT 1936 FRANKREICH USA                                                                                  | |
|      | Layenstraße 3 · 19. März 2024      | HIER WOHNTE DORIS BAER JG. 1928 FLUCHT 1936 FRANKREICH USA                                                                                           | |
|      | Hauptstraße 146 · 19. März 2024    | HIER WOHNTE ALFRED NEUHÄUSER JG. 1867 DEPORTIERT 1942 THERESIENSTADT ERMORDET 25.3.1942                                                              | |
|      | Hauptstraße 146 · 19. März 2024    | HIER WOHNTE HELENE NEUHÄUSER JG. 1905 FLUCHT 1933 SPANIEN SCHWEIZ FRANKREICH ÜBERLEBT                                                                | |
|      | Hauptstraße 146 · 19. März 2024    | HIER WOHNTE RICHARD NEUHÄUSER JG. 1905 FLUCHT 1937 SCHWEIZ 1937 FRANKREICH ÜBERLEBT                                                                  | |
|      | Hauptstraße 146 · 19. März 2024    | HIER WOHNTE MARION NEUHÄUSER GEB. MONNIER JG. 1907 FLUCHT 1936 SCHWEIZ 1937 FRANKREICH ÜBERLEBT                                                      | |
|      | Hauptstraße 146 · 19. März 2024    | HIER WOHNTE BERTY NEUHÄUSER JG. 1933 FLUCHT 1937 SCHWEIZ 1937 FRANKREICH ÜBERLEBT                                                                    | |
|      | Hauptstraße 148 · 20. Oktober 2011 | HIER WOHNTE GEORG MAUS JG. 1888 IM CHRISTLICHEN WIDERSTAND VERHAFTET 1944 GEFÄNGNIS KOBLENZ GEFÄNGNIS BERLIN TOT 14.2.1945 AUF TRANSPORT NACH DACHAU | Georg Maus wurde am 5. Juni 1888 als Pfarrersohn in Bottendorf geboren. Er studierte Theologie, Deutsch und Geschichte, nahm am 1. Weltkrieg teil und unterrichtete dann an verschiedenen Schulen, bis er 1943 an die Staatliche Oberschule Idar-Oberstein versetzt wurde. Eine Religionsstunde, in der der bibeltreue Christ sich klar zu Jesu Gebot der Feindesliebe bekannte, führte zur Verhaftung, zur Inhaftierung in Koblenz und Berlin-Moabit, zur Verurteilung vor dem Volksgerichtshof in Berlin: zwei Jahre Haft wegen Wehrkraftzersetzung. Der geschwächte Georg Maus starb auf dem Transport nach Dachau im Güterwaggon am 14. Februar 1945. |
|      | Hauptstraße 176 · 20. Oktober 2011 | HIER WOHNTE HANS WILLI GÜNTZBURGER JG. 1882 DEPORTIERT 1945 THERESIENSTADT TOT 25.2.1945                                                             | Hans Willi Güntzburger war Edelsteinhändler mit einem gut gehenden Geschäft in Idar und Niederlassungen in England. Da er in einer „Mischehe“ mit einer Christin lebte und die Söhne evangelisch getauft waren, gehörte er zu den letzten beiden jüdischen Bürgern, die noch am 14. Februar 1945 zum „Arbeitseinsatz“ nach Theresienstadt deportiert wurden. Der gesundheitlich stark angegriffene Willi Güntzburger verstarb dort nach dem Transport am 25. Februar 1945. Frau Güntzburger war vorher bis zum Amtsarzt vorgedrungen, um ein Attest über Transport- und Arbeitsunfähigkeit ihres Mannes zu erlangen. Es gelang ihr nicht. Auch in einem Prozess nach dem Krieg wurde ihr die Aufdeckung der Wahrheit und die Bestrafung des Schuldigen verweigert. |

#### Oberstein
| Bild | Adresse Verlegedatum                   | Person, Inschrift | Anmerkung |
| ---- | -------------------------------------- | --- | --- |
|      | Müllersheckstraße 2 · 19. März 2013    | HIER WOHNTE LILI MINA SCHNEIDER GEB. STRAUSS JG. 1890 GEDEMÜTIGT/ENTRECHTET FLUCHT IN DEN TOD 13. FEB. 1945                            | Lili Mina Schneider führte als Jüdin eine sogenannte „Mischehe“ mit Viktor Schneider, den sie vermutlich auf einer Messe in Frankfurt kennengelernt hatte. Viktor Schneider betrieb im Keller des Hauses unter anderem eine Galvanik. Zunächst war Lili Schneider durch ihren sog. „arischen“ Ehemann halbwegs geschützt, aber noch im Februar 1945 bekam sie dann den Befehl zur Deportation nach Theresienstadt. Der Vaterländische Frauenverein schloss sie zuvor bereits aus, auch der Zutritt zu einem Luftschutzkeller wurde ihr verwehrt. Diese Repressalien und die drohende Deportation nach Theresienstadt trieben sie in den Suizid, den sie mit Zyankali aus der Galvanik ihres Mannes vollzog. |
|      | Hauptstraße 380 · 19. März 2013        | HIER WOHNTE ISAAK SAMUEL RAND JG. 1900 FLUCHT 1939 LONDON ÜBERLEBT                                                                     | Isaak Samuel Rand wurde 1900 in Frystak (Polen) geboren. Sein Vater war nach Oberstein ausgewandert und hatte dort ein kleines Kurz- und Weißwarengeschäft gegründet. Die Söhne Isaak und Ruben führten dieses in Oberstein auch wegen seiner großzügigen Ratenzahlungen beliebte Geschäft weiter. Geschäft und Wohnung der Rands wurden in der Pogromnacht vom 9. auf 10. November 1938 zertrümmert. Fenster wurden eingeschlagen, Waren geraubt und auf die Straße geworfen. Die Straße war übersät mit Tisch- und Bettwäsche, mit Porzellan und Schuhen. Isaak Rand flüchtete 1939 mit Ehefrau Chaja Ryfka und der kleinen Tochter Gerda Helga nach England. Der Neubeginn in London fiel den Eltern sehr schwer. Sie lernten nur mit Mühe Englisch. Isaak Rand fand schließlich eine Arbeit als Büroangestellter in Yorck. Isaak Samuel Rand starb 1985. |
|      | Hauptstraße 380 · 19. März 2013        | HIER WOHNTE CHAJA RYFKA RAND JG. 1907 FLUCHT 1939 LONDON ÜBERLEBT                                                                      | Chaja Ryfka Rand wurde 1907 in Polen geboren. Sie flüchtete mit ihrer Familie 1939 nach England. Am Ende ihres Lebens bilanzierte Chaja Ryfka, genannt Claire, ihre Situation mit dem Satz: „Ich bin jetzt über 50 Jahre im Lande hier, bin ganz alleine kann auch nicht mehr fahren zu meinem Bruder in Israel...“ |
|      | Hauptstraße 380 · 19. März 2013        | HIER WOHNTE GERDA HELGA RAND JG. 1934 FLUCHT 1939 LONDON ÜBERLEBT                                                                      | Gerda Helga wurde 1934 in Oberstein geboren. 1939 flüchtete sie mit ihren Eltern nach England. Gerda wurde eine erfolgreiche Schülerin und Studentin. Sie wanderte in die USA aus, wo sie wissenschaftlich arbeitete. |
|      | Hauptstraße 382 · 19. März 2024        | HIER WOHNTE EMIL KIRSCHMANN JG. 1888 FLUCHT 1933 SAARGEBIET 1935 FRANKREICH 1941 USA                                                   | Jakob Kirschmann, der Vater des 1888 geborenen Emil Kirschmann, gehörte zu den Gründern des sozialdemokratischen „Volksvereins für Oberstein und Umgegend“. Bereits als Jugendlicher trat Emil in die Fußstapfen des Vaters. Er schrieb u. a. für sozialdemokratische Zeitungen, verlor deshalb seine Anstellung und musste nach Köln gehen, um eine sichere berufliche Perspektive zu finden. Nach dem Ersten Weltkrieg, aus dem er wegen einer Verwundung vorzeitig heimkehrte, wurde er Redakteur der „Rheinischen Zeitung“ und 1924 in den Reichstag gewählt. Im Preußischen Innenministerium wurde er überdies der für die Grenzregion zum Saargebiet zuständige Beamte. Beim Putsch der Papen-Regierung verlor Kirschmann im Sommer 1932 seine Stelle in der preußischen Verwaltung. 1932 bemühte er sich mit dem KPD-Reichstagsabgeordneten Willi Münzenberg erfolglos um die Anbahnung einer Volksfrontregierung. Im März 1933 stimmte er mit 93 sozialdemokratischen Reichstagsabgeordneten gegen Hitlers Ermächtigungsgesetz und musste danach ins Saargebiet fliehen, um einer Verhaftung zu entgehen. Kirschmann schrieb für die Tageszeitung "Deutsche Freiheit" und half der Saar-SP im Abstimmungskampf um den künftigen Status des vom Völkerbund verwalteten Saargebiets. Im Wahlkampf verübten die Nationalsozialisten daraufhin einen Anschlag auf ihn. Nachdem die Nazis den Abstimmungskampf im Januar 1935 gewonnen hatten, musste sich Kirschmann sofort nach Frankreich fliehen, um einer Verhaftung zu entgehen. Zuerst in Forbach und später in Mülhausen leitete er ein Grenzsekretariat und sammelte Informationen aus Deutschland, mit denen er Presse und Rundfunk versorgte. Nach dem Einmarsch der Wehrmacht in Frankreich floh Kirschmann nach Sauvagnon in der Nähe von Pau, arbeitete bei Bauern und betrieb seine Ausreise in die USA, die ihm mit seiner künftigen Frau Käthe Fey und Marie Juchacz, der Schwester seiner verstorbenen ersten Frau, im Frühjahr 1941 gelang. Beim Neustart in den USA half ihm sein Mitte der 1920er-Jahre in die Vereinigten Staaten ausgewanderter Bruder Robert. Kirschmann arbeitete als Edelsteinvertreter, warb für einen demokratischen Neubeginn Deutschlands nach dem Ende des Zweiten Weltkriegs und organisierte Hilfssendungen in seine Heimat. Unmittelbar vor seiner geplanten Rückkehr nach Deutschland starb er am 11. April 1949 in New York. Anfang 1950 wurde er neben seiner ersten Frau Elisabeth Kirschmann-Röhl in einem Familiengrab auf dem Kölner Südfriedhof beerdigt. 1956 wurde auch Marie Juchacz an gleicher Stelle beigesetzt. Die Begräbnisstätte ist heute ein Ehrengrab der Stadt Köln. |
|      | Hauptstraße 486 · 19. März 2013        | HIER WOHNTE JENNY SALOMON JG. 1889 FLUCHT 1939 HOLLAND VERSTECKT/ÜBERLEBT                                                              | Jenny Kahn, deren Vorfahren in Rhaunen Bauern waren, wurde am 25. September 1889 geboren und heiratete den von der Mosel stammenden gleichaltrigen Ernst Salomon. Als diplomierte Krankenschwester nahm sie am Ersten Weltkrieg teil und war in leitender Funktion in einem Frontlazarett am Hartmannsweiler Kopf in den Vogesen tätig. Für ihre dortigen Hilfsleistungen wurde sie mit dem EK II und einer Medaille des Roten Kreuzes ausgezeichnet. Nach dem Krieg lebte das Ehepaar Salomon in Oberstein, wo 1924 der einzige Sohn Max Ferdinand zur Welt kam. Der Arbeit im Roten Kreuz blieb Jenny Salomon weiter verbunden und übernahm in Oberstein soziale Aufgaben. Eingebunden in das gesellschaftliche Leben der Stadt gehörte sie einem der zeittypischen bürgerlichen Kaffeekränzchen an. Mit ihrem Mann wurde sie Mitglied im Reichsbund jüdischer Frontsoldaten. 1933 begann nach der Machtübergabe an Hitler die Ausgrenzung Jenny Salomons, die von ihren Kaffeekränzchenfreundinnen ausgeschlossen und fortan nicht einmal mehr gegrüßt wurde. Noch 1936 verliehen ihr die Nationalsozialisten das Kriegsverdienstkreuz, zugleich grenzten sie aber Jenny Salomon aus dem öffentlichen Leben zunehmend rigoroser aus. Nach der Reichspogromnacht 1938, in der ihr Mann in „Schutzhaft“ genommen und ins KZ Dachau gebracht und die Wohnung der Familie von einem NS-Rollkommando zerstört worden war, floh Jenny Salomon mit Mann und Sohn in die Niederlande, wo ihr Angehörige halfen. Nach dem Einmarsch der deutschen Wehrmacht im Mai 1940 musste die Familie untertauchen. Während Ernst Salomon diesen Strapazen gesundheitlich nicht gewachsen war und im Januar 1945 an einem Herzinfarkt starb, gelang es Jenny Salomon mit ihrem Sohn bis zum Kriegsende, der drohenden Deportation zu entgehen. Sie fand nach 1945 in Amsterdam eine neue und dauerhafte Heimat, erlebte die Geburt ihrer Enkel und starb 84-jährig am 17. Juni 1974. |
|      | Hauptstraße 486 · 19. März 2013        | HIER WOHNTE MAX F. SALOMON JG. 1924 FLUCHT 1939 HOLLAND VERSTECKT/ÜBERLEBT                                                             | Der am 17. März 1924 in Oberstein geborene Max Ferdinand Salomon wuchs in gutbürgerlichen Verhältnissen auf, hatte keinerlei Probleme mit seinen nichtjüdischen Spielkameraden und durfte sogar noch 1934 von der Volksschule auf die Götenbach-Oberrealschule wechseln. Parallel dazu begannen aber schon die Schwierigkeiten mit seinen früheren Spielkameraden, die anfingen ihn zu meiden oder ihn hänselten und grundlos verprügelten. Im Freibad, das er zuvor noch regelmäßig besucht hatte, verkündete ein Schild: „Der Kammerwoog ist kein Judenbassin“. 1936 musste Max die Oberrealschule verlassen. Ein NS-Lehrer urteilte höhnisch über den jüdischen Schüler „versteht unsere Sprache nicht“. Eine anschließend begonnene Goldschmiedelehre bei der jüdischen Firma Gebr. Stern musste Max auf Betreiben der NS-Arbeitsfront nach drei Monaten abbrechen. Nachdem in der Reichspogromnacht 1938 der Vater verhaftet und ins KZ Dachau gebracht und die elterliche Wohnung zerstört worden war, ging die Familie im März 1939 ins niederländische Exil, wo Angehörige den Flüchtlingen halfen. In Amsterdam hatte Max ein Technikum für Hochfrequenztechnik besuchen dürfen, das er 1942 Hals über Kopf verlassen musste, um sich vor der Gestapo und ihren Helfern in Sicherheit zu bringen. Er floh in die Schweiz, wo er im September 1942 erst in Genf interniert und dann bis Kriegsende in ein Arbeitslager gebracht wurde. 21-jährig kehrte Max Salomon 1945 nach Amsterdam zurück. Er absolvierte eine Handelsschule, erlernte das Kürschnerhandwerk und stieg zum Direktor einer GmbH auf. Hatten ihm die Nazis noch abgesprochen, die deutsche Sprache zu beherrschen, so lernte er in seinem Leben neben Deutsch und Niederländisch auch noch Englisch und Französisch. Nach einem Herzinfarkt zog sich Max Salomon 1981 aus dem Geschäftsleben zurück und begann an der Universität in Amsterdam ein Geschichtsstudium. 1954 hatte er eine Holländerin geheiratet, mit der er zweite Söhne hatte, die beide Mathematiker wurden. In seine deutsche Heimat kehrte er besuchsweise immer wieder zurück. in den 1980er- und 1990er-Jahren suchte er dort den Kontakt zur Nachkriegsgeneration und beteiligte sich aktiv an der Suche nach Spuren jüdischer NS-Opfer. Der Holocaust blieb bis an sein Lebensende auch historisch-philosophisch ein beherrschendes Thema für ihn. Am 23. April 1996 starb Max Salomon in Amsterdam. |
|      | Hauptstraße 486 · 19. März 2013        | HIER WOHNTE ERNST SALOMON JG. 1889 FLUCHT 1939 HOLLAND VERSTECKT/ÜBERLEBT                                                              | Der 1889 in Zell an der Mosel geborene Ernst Salomon war mit der aus Rhaunen stammenden gleichaltrigen Jenny Kahn verheiratet und war nach der Rückkehr aus dem Ersten Weltkrieg Teilhaber des Gold- und Silberwarenbetriebs Hans Pfälzer & Co in Oberstein geworden. 1924 kam Max Ferdinand, das einzige Kind der Eheleute zur Welt. Zwei Jahre später wurde die Firma Pfälzer, die sich von der Hyperinflation des Jahres 1923 nicht mehr erholen konnte, aufgelöst und Ernst Salomon arbeitete fortan als selbstständiger Vertreter mehrerer Oberstein-Idarer und Pforzheimer Betriebe in den Niederlanden. Seine politische Heimat war die linksliberale Deutsche Demokratische Partei (DDP). Außerdem war er zusammen mit seiner Frau Mitglied des Reichsbunds jüdischer Frontsoldaten. Während der Reichspogromnacht wurde Ernst Salomon am 10. November 1938 um 5:30 Uhr in seiner Wohnung verhaftet und in „Schutzhaft“ genommen, um anschließend ins KZ Dachau gebracht zu werden. Dort wurde er erst im Januar 1939 entlassen, nachdem er Unterlagen für eine Ausreise in die Niederlande vorlegen konnte. Zurück in Idar-Oberstein hatte er sich zweimal wöchentlich bei der Gestapo zu melden. Am 12. März 1939 reiste er mit Frau und Sohn ins niederländische Exil. Weil ihm keine Arbeitserlaubnis erteilt wurde, mussten ihn Verwandte unterstützen. In Woerden fand die Familie im Utrechtsestraatweg 91b eine Unterkunft, die sie aber schon 1942 aufgeben musste, nachdem die Wehrmacht in die Niederlande einmarschiert war. Zwar gelang es der Familie Salomon in Apeldoorn unterzutauchen und so der drohenden Deportation zu entgehen, doch Ernst Salomon war durch die Strapazen des Exils so geschwächt, dass er noch vor dem Ende des Zweiten Weltkriegs am 18. Januar 1945 einem Herzinfarkt erlag. |
|      | Wasenstraße 74 · 25. Juni 2016         | HIER WOHNTE SIEGMUND SCHUBACH JG. 1938 FLUCHT 1938 USA                                                                                 | |
|      | Wasenstraße 74 · 25. Juni 2016         | HIER WOHNTE IRMA SCHUBACH JG. 1916 FLUCHT 1938 USA                                                                                     | |
|      | Wasenstraße 74 · 25. Juni 2016         | HIER WOHNTE RUTH SCHUBACH JG. 1919 FLUCHT 1938 USA                                                                                     | |
|      | Wasenstraße 74 · 25. Juni 2016         | HIER WOHNTE JOHANNA SCHUBACH GEB. WOLF JG. 1881 FLUCHT 1938 USA                                                                        | |
|      | Breslauer Straße 7 · 7. September 2022 | HIER WOHNTE GÜNTHER BARTH JG. 1925 SOG. RHEINLANDBASTARD ZWANGSSTERILISIERT 26.5.1937 KRANKENHAUS LUDWIGSHAFEN 'ALS GEHEILT ENTLASSEN' | Der 1925 in Oberstein als zweites von fünf Kindern der Goldschmiedin Ida Hettrich zur Welt gekommene Günther hatte einen marokkanischen Vater aus Tunis, der der französischen Besatzungsarmee angehörte. Deshalb galt Günther Hettrich, dem sein Stiefvater Emil Barth später seinen Familiennamen gab, den Nationalsozialisten als Rheinlandbastard. In der Weimarer Zeit war er Mitglied der Jugendabteilung des Arbeiter-Sportvereins Oberstein und hatte keine Probleme mit seinen Alterskameraden. Das änderte sich nach der Machtübergabe an Hitler. 1937 wurde Günther Barth wegen seines marokkanischen Vaters in Ludwigshafen zwangssterilisiert. Die Akten über den illegalen Eingriff wurden anschließend vernichtet. Nach 1945 litt Günther Barth zunehmend unter den psychischen Folgen der Zwangssterilisierung. Arbeit fand er zunächst in einem Steinbruch am Stadtrand von Idar-Oberstein und danach im US-Depot Nahbollenbach. Als Amateurboxer beeindruckte er durch stilistische Qualitäten, die er auch als Stepptänzer nutzte. Günther Barth wurde offiziell als Opfer des Nationalsozialismus anerkannt. Wiederholt musste er aufgrund seiner Traumatisierung die Landesnervenanstalt Andernach aufsuchen, in der er am 17. November 1987 starb. |
|      | Friedrich-Ebert-Ring 2 · 25. Juni 2016 | HIER WOHNTE FRIEDRICH LUDWIG KRONENBERGER JG. 1900 FLUCHT 1933 FRANKREICH HAITI PALÄSTINA                                              | Friedrich Ludwig Kronenberger wurde 1900 in Hoppstädten geboren und entstammte einer jüdischen Viehhändlerfamilie. 1918 folgte dem kriegsbedingten Notabitur auf dem Gymnasium Birkenfeld die Einberufung zur Ausbildung beim Feldartillerieregiment in Gonsenheim bei Mainz. Nach dem Weltkrieg studierte Kronenberger Medizin. Seiner Promotion folgten Tätigkeiten in Heidelberg, Berlin, Saarbrücken und Danzig, bevor er im Januar 1931 die neue Innere Abteilung des Obersteiner Krankenhauses übernahm. 1929 heiratete er die Jurastudentin Friede Grünewald. Wegen einer Spende des berühmten schwedischen Arztes und Schriftstellers Axel Munthe geriet Friedrich Ludwig Kronenberger im Februar 1933 in Konflikt mit den NS-Krankenhausärzten. Einen Monate später drängte ihn der Idar-Obersteiner Bürgermeister Ludwig Bergér zur Abreise aus Deutschland, weil gegen ihn und seine Frau angeblich „eine Menge Material vorläge“. Im Arbeitszeugnis behauptete Bergér zynisch, der Internist scheide aus, weil ihm die politischen Verhältnisse dies geraten erscheinen ließen. Als Zeuge im Restitutionsverfahren, das Friedrich Ludwig Kronenberger nach 1945 vor dem Landgericht Bad Kreuznach führte, sagte Bergér gegen den Kläger aus, sodass dessen Ansprüche abgewiesen wurden. Über das Saargebiet, Frankreich und Haiti flohen die Eheleute Kronenberger nach Palästina. Friedrich Ludwig Kronenberger arbeitete als Landarzt und schloss sich nach Beginn des Zweiten Weltkriegs den Briten als Militärarzt an. Nach dem Krieg ging er mit seiner Frau nach England und beantragte dort 1948 seine Einbürgerung. 1963 starb Friede Kronenberger, worauf ihr Witwer drei Jahre später die aus Wien stammende Jüdin Edith Wassermann heiratete. 1966 nahm Landrat Walter Beyer mit Friedrich Ludwig Kronenberger Kontakt auf und bewegte ihn, seine Heimat zu besuchen. Seit 1971 kehrte der bis zu seinem 78. Lebensjahr berufstätige Lungenfacharzt wiederholt in den Kreis Birkenfeld zurück, hielt mehrere Vorträge und veröffentlichte seine Lebenserinnerungen. Im Familienkreis sprach er bis an sein Lebensende deutsch. Am 7. Februar 1995 starb er in Whitley Bay bei Newcastle in England. |
|      | Friedrich-Ebert-Ring 2 · 25. Juni 2016 | HIER WOHNTE FRIEDE KRONENBERGER GEB. GRÜNEWALD JG. 1907 FLUCHT 1933 FRANKREICH HAITI PALÄSTINA                                         | Friede Grünewald wurde 1907 als Tochter des Kaufmanns Leo Grünewald und seiner Frau Hede im ostpreußischen Gumbinnen geboren. In Königsberg machte sie mit Hannah Arendt Abitur und studierte anschließend Rechtswissenschaften. 1926 wechselte sie mit Hannah Arendt zur Heidelberger Universität und lernte den Volontärarzt Friedrich L. Kronenberger kennen. Nach einem Semester in Wien kehrte sie 1927 nach Königsberg zurück und beendete 1929, kurz nachdem sie Kronenberger geheiratet hatte, ihr Jurastudium. 1931 übernahm Friede Kronenbergers Mann die Innere Abteilung am Obersteiner Krankenhaus und sie selbst wurde daraufhin in den oldenburgischen und hessischen Justizdienst mit Arbeitsplätzen in Oberstein und Mainz übernommen. Als Bürgermeister Bergér im März 1933 ihren Mann aus seiner Stellung am Obersteiner Krankenhaus drängte, behauptete er, Friede Kronenberger stehe im Verdacht Kommunistin zu sein. Wenige Tage später berichtete die NS-Lokalpresse, Friede Kronenberger sei eine russische Spionin. Noch nach 1945 bezeichnete Bergér die den Sozialdemokraten nahestehende Juristin verleumderisch als „Edelkommunistin“. Friede Kronenberger floh mit ihrem Mann über das Saargebiet, Frankreich und Haiti nach Palästina, wo Friedrich Ludwig Kronenberger nach einigen Anlaufschwierigkeiten wieder als Arzt tätig sein konnte. Nach dem Weltkrieg verließ das Ehepaar Kronenberger Palästina, wanderte nach England aus und ließ sich dort 1948 naturalisieren. Am 6. November 1963 starb Friede Kronenberger in ihrer neuen Heimat an den Folgen einer Krebserkrankung. Sie war nie wieder nach Deutschland zurückgekehrt. |

#### Tiefenstein
| Bild | Adresse Verlegedatum                     | Person, Inschrift | Anmerkung |  |
| ---- | ---------------------------------------- | --- | --- |  |
|      | Alte Poststraße 19 · 25. Juni 2016       | HIER WOHNTE FRIEDRICH AUGUST DREHER JG. 1926 'ÈINGEWIESEN' 1942 HEILANSTALT HEPHATA 1943 HILDBURGHAUSEN 'VERLEGT' 25.4.1943 HEILANSTALT STADTRODA ERMORDET 20.7.1943 | Der von seiner Familie und Freunden Friedel genannte Friedrich August Dreher war geistig behindert. Seine Großmutter kümmerte sich jahrelang um ihn und als sie 1941 starb und der Vater 1940 zum Kriegsdienst eingezogen worden war, stand die Mutter mit drei Kindern allein da. 1942 brachten die Nationalsozialisten den 16-jährigen Friedel in die Heilanstalt Hephata. Von dort wurde er am 20. Mai 1943 mit einem Sammeltransport in die thüringische Landesheilanstalt Hildburghausen verlegt und zwei Tage später in das Landeskrankenhaus nach Stadtroda bei Jena gebracht. Kurz hintereinander durchgeführte Verlegungen von Behinderten dienten regelmäßig der NS-Mordvorbereitung. So auch bei Friedel Dreher, der am 20. Juli 1943 umgebracht wurde. Als Todesursache wurde den Angehörigen offiziell Herz- und Kreislaufschwäche genannt. Auch diese Angabe gehörte zu den Standardauskünften, mit denen die Nazis die tatsächlichen Todesgründe ihrer Opfer verschleierten. Die Aufdeckung der Leidensgeschichte Friedels ist seinem Bruder Alfred Dreher zu verdanken, der den vor dem Elternhaus der Brüder verlegten Stolperstein stiftete. |  |
|      | Tiefensteiner Straße 293 · 19. März 2013 | HIER WOHNTE FRANZ SPITZER JG. 1899 FLUCHT 1938 FRANKREICH SHANGHAI                                                                                                   | Franz Spitzer wurde 1899 in Breslau geboren. Er stammte aus einer Arztfamilie und studierte in Breslau, Freiburg und Berlin Medizin. Er war Kriegsteilnehmer im Ersten Weltkrieg. 1926 ließ er sich in der Gemeinde Tiefenstein nieder, auch, weil es dort noch keinen Arzt gab. Zeitzeugen berichten, dass er ein sehr beliebter und anerkannter Arzt war, der sein Fach beherrschte und sich für seine Patienten einsetzte. Franz Spitzer war verheiratet mit der aus Oppeln stammenden Luise Spitzer. Das Paar hatte eine Tochter und einen Sohn. Nach der Machtübergabe an Hitler wurde für Franz Spitzer die Berufsausübung ständig schwieriger, sodass er eine Umsiedlung nach Trier ins Auge fasste, aber letztlich nicht vollzog. Ende 1934 gehörte er zu den Gründungsmitgliedern des jüdischen Sportvereins Bar Kochba, dessen Vorsitz er übernahm. Der Verein bot neben Fußball auch Handball, Tischtennis, Leichtathletik und Skisport an und ermöglichte es so jüdischen Sportlerinnen und Sportlern, die aus den allgemeinen Vereinen ausgeschlossen worden waren, sich weiter sportlich zu engagieren. Bedingt durch die antisemitischen Maßnahmen, die immer mehr jüdische Menschen ins Exil zwangen, litt der Bar Kochba unter einer schleichenden Auszehrung und löste sich 1937 auf. Franz Spitzer konnte noch bis Oktober 1938 seine Praxis weiterführen, was er seiner Teilnahme am Ersten Weltkrieg verdankte. Nach der Pogromnacht vom 9. November 1938 sah er sich endgültig mit seiner Familie zur Flucht aus Deutschland gezwungen und ging zunächst nach Frankreich. Von da aus gelang es ihm, für sich und seine Frau eine Schiffspassage nach Shanghai zu buchen, nachdem sich andere Fluchtziele als unrealisierbar erwiesen hatten. Die elfjährige Tochter und der siebenjährige Sohn wurden in die Obhut Angehöriger gegeben und sollten bei erster Gelegenheit den Eltern von Frankreich aus folgen. Der Beginn des Zweiten Weltkriegs machte dieses Vorhaben ab September 1939 zunichte. In Shanghai arbeitete Franz Spitzer in einem chinesischen Krankenhaus und wechselte 1942 in das Büro des Pharmaunternehmens Sandoz mit Sitz in der Schweiz. 1947 konnten Spitzer und seine Frau endlich ihre Kinder in Shanghai in Empfang nehmen. Im Jahr darauf kehrte die Familie nach Europa zurück. Franz Spitzer arbeitete nun in der Baseler Zentrale von Sandoz. Im Rentenalter zog er mit seiner Frau nach Lugano, wo der Sohn in der Nähe beruflich tätig war. Im Alter blickte er trotz des Leids, das er in Idar-Oberstein erfahren hatte, versöhnlich zurück und erklärte: "Wir haben Idar-Oberstein immer gern gehabt und freuen uns, daß auch dortige Freunde unser gedenken." |  |
|      | Tiefensteiner Straße 293 · 19. März 2013 | HIER WOHNTE LUISE SPITZER GEB. SPITZER JG. 1898 FLUCHT 1938 FRANKREICH SHANGHAI                                                                                      | |  |
|      | Tiefensteiner Straße 293 · 19. März 2013 | HIER WOHNTE JUDITH SPITZER JG. 1927 FLUCHT 1938 FRANKREICH MIT HILFE ÜBERLEBT                                                                                        | |  |
|      | Tiefensteiner Straße 293 · 19. März 2013 | HIER WOHNTE MICHAEL SPITZER JG. 1931 FLUCHT 1938 FRANKREICH MIT HILFE ÜBERLEBT                                                                                       | |  |

#### Nahbollenbach
| Bild | Adresse Verlegedatum                          | Person, Inschrift                                                                     | Anmerkung |  |
| ---- | --------------------------------------------- | ------------------------------------------------------------------------------------- | --- |  |
|      | Nahbollenbacher Straße 54 · 7. September 2022 | HIER WOHNTE LOUIS SIESEL JG. 1879 FLUCHT 1938 USA                                     | Der gelernte Kaufmann Louis Siesel kam als junger Mann aus der Wetterau nach Nahbollenbach und heiratete die sechs Jahre ältere Wilhelmine Gottlieb, mit der er einen Gemischtwarenladen betrieb. Lange vor 1933 trat er entschlossen gegen die Nationalsozialisten auf, die ihm dies nicht vergaßen. 1932 organisierte und finanzierte er antifaschistische Aktionen. Er störte u. a. eine Versammlung des NSDAP-Kreisleiters Herbert Wild so nachhaltig, dass sie polizeilich aufgelöst werden musste. Nachdem in den Jahren 1936 und 1937 drei ihrer Söhne nach New York ins Exil gegangen waren, folgten ihnen die Eheleute Wilhelmine und Louis Siesel im Dezember 1938 auf dem Dampfer „Manhattan“. Mit der 153. Liste gaben die Nazis am 29. Januar 1939 die Ausbürgerung Louis Siesels bekannt. Seit 1940 verwitwet, schickte Siesel nach 1945 mehrere Hilfspakete an Nahbollenbacher Familien, mit denen er vor seiner Flucht befreundet gewesen war und unterhielt auch Briefkontakt zu früheren Nachbarn. Bis zu seinem Tod am 19. Juni 1879 lebte er in Brooklyn. |  |
|      | Nahbollenbacher Straße 54 · 7. September 2022 | HIER WOHNTE WILHELMINE SIESEL GEB. GOTTLIEB JG. 1873 FLUCHT 1938 USA                  | Wilhelmine Gottlieb heiratete in den frühen 1890er-Jahren den aus der Wetterau zugewanderten Louis Siesel und betrieb mit ihm in der Nahbollenbacher Hauptstraße einen Gemischtwarenladen. Das Paar hatte fünf Kinder. Bis auf die Tochter Irma gingen alle Familienmitglieder während der NS-Zeit ins New Yorker Exil. Erleichtert wurde das durch vier in New York lebende Geschwister der Eheleute Siesel. Wenige Wochen nach der Reichspogromnacht durften Wilhelmine und Louis Siesel offiziell nach New York ausreisen und konnten ihre Schiffstickets aus den ihnen verbliebenen Restmitteln selbst bezahlen. Sie folgten der Fluchtroute durch Frankreich, die Wilhelmines Schwester Karoline ein halbes Jahr zuvor genommen hatte. Am 22. Dezember 1938 in Ellis Island angekommen, wurden die Eheleute fünfeinhalb Wochen später vom NS-Staat ausgebürgert mit der Begründung, Wilhelmine und Louis Siesel hätten nach 1933 eine „regelrechte Hetze gegen die nationalsozialistische Staatsführung“ betrieben. In Brooklyn lebte das Ehepaar mit etlichen Angehörigen zusammen. Lange konnte Mina, wie Wilhelmine von allen genannt wurde, das familiäre Umfeld im Exil nicht genießen. 1940 starb sie im Alter von 67 Jahren. |  |
|      | Nahbollenbacher Straße 54 · 7. September 2022 | HIER WOHNTE SALLY SIESEL JG. 1906 FLUCHT 1938 USA                                     | |  |
|      | Nahbollenbacher Straße 54 · 7. September 2022 | HIER WOHNTE THEODOR SIESEL JG. 1907 FLUCHT 1938 FRANKREICH USA                        | |  |
|      | Nahbollenbacher Straße 54 · 7. September 2022 | HIER WOHNTE IRMA SIESEL VERH. LEOPOLD JG. 1909 FLUCHT 1936 HOLLAND MIT HILFE ÜBERLEBT | Irma Siesel hatte den Viehhändler Willy Leopold aus Bleichenbach in der Wetterau geheiratet und mit ihm eine Tochter. Anders als ihre vier Brüder und die Eltern floh sie nicht nach New York, sondern wich 1936 mit ihrem Mann und der einjährigen Tochter vor den Nazis ins holländische Westbroek aus. 1942 fiel die Familie der Gestapo auf und sollte in das Durchgangslager Westerbork gebracht werden. Die Familie konnte jedoch mit Hilfe von Freunden fliehen und tauchte bei der Familie de Graf in Westbroek – ähnlich wie Anne Franks Familie in Amsterdam – unter. Überglücklich im zweieinhalbjährigen Versteck die NS-Zeit überstanden zu haben, ließen sich Irma, Willy und Doris Leopold am 8. Mai 1945, dem niederländischen Liberation Day, erstmals in Freiheit fotografieren. In der Wetterau hatte Irma nichts von der Flucht ihrer Angehörigen in die Vereinigten Staaten erfahren und wurde nun in Holland von ihrem Bruder Theodor, der als US-Soldat in Europa nach untergetauchten Juden suchen sollte, ausfindig gemacht. Im März 1947 wanderte nun auch Irma und Willy Leopold mit ihrer Tochter von Göteborg auf dem Dampfer „Gripsholm“ nach New York aus, wo der Familie fast ein Dutzend Angehörige die Integration erleichterte. Wenige Monate nach ihrer Ankunft in den USA erwarben die Eheleute Leopold eine Hühnerfarm, die sie viele Jahre erfolgreich betrieben. Danach übernahmen sie in Atlantic City ein Hotel. Im Alter von 76 Jahren starb Irma Leopold dort. |  |
|      | Nahbollenbacher Straße 54 · 7. September 2022 | HIER WOHNTE JULIUS SIESEL JG. 1910 FLUCHT 1937 USA                                    | |  |
|      | Nahbollenbacher Straße 54 · 7. September 2022 | HIER WOHNTE MAX SIESEL JG. 1918 FLUCHT 1936 USA                                       | |  |
|      | Nahbollenbacher Straße 54 · 7. September 2022 | HIER WOHNTE KAROLINE GOTTLIEB JG. 1876 FLUCHT 1938 USA                                | Die unverheiratete Karoline Gottlieb lebte in Nahbollenbach im Haushalt ihrer Schwester Wilhelmine Siesel und floh im Juni 1938 von Le Havre aus auf dem Dampfer „Manhattan“ nach New York, wo sie von ihrer Ende des 19. Jahrhunderts in die USA ausgewanderten Schwester Rose G. Rich in Brooklyn erwartet wurde. Nachdem ein halbes Jahr später auch Wilhelmine mit ihrem Mann Louis Siesel auf demselben Weg nach New York gekommen war, lebte die Nahbollenbacher Wohngemeinschaft wieder auf, der sich Wilhelmines Söhne Sally, Julius und Max anschlossen. Karoline nahm die amerikanische Staatsbürgerschaft an. 74-jährig starb sie 1950 in New York. |  |

#### Weierbach
| Bild | Adresse Verlegedatum                       | Person, Inschrift                                                                       | Anmerkung |  |
| ---- | ------------------------------------------ | --------------------------------------------------------------------------------------- | --- |  |
|      | Weierbacher Straße 121 · 7. September 2022 | HIER WOHNTE BERNHARD SCHARAWNER JG. 1888 DEPORTIERT 1942 KRASNICZYN ERMORDET            | Borich (später in Weierbach Bernhard genannt) Scharawner wurde am 11. November 1888 in Faleschti in Bessarabien, im heutigen Moldawien, als Sohn von Oschin Scharawner, einem Kürschner, und seiner Frau Ester, geborene Charab, geboren. Borich wird im Ersten Weltkrieg als Zwangsarbeiter nach Hundsbach verschleppt und lernt dort seine spätere Ehefrau Pauline kennen. Nach der Pogromnacht 1938 war Bernhard Scharawner vom 15. November bis zum 6. Dezember in Dachau interniert, als sogenannter „Aktionsjude“. Es gibt Zeitzeugenberichte, dass Borich Scharawner eine Woche in Weierbach in einer Arrestzelle inhaftiert war und dort von seiner Tochter Marianne mit Nahrung versorgt wurde. Die Deportation erfolge am 29. April 1942, zunächst über eine Sammelstelle in Koblenz von wo aus vom 30. April bis 3. Mai 1942 ein Deportationszug mit etwa 770 Menschen nach Lublin fuhr. Das dortige Ghetto wurde am 6. Juni 1942 aufgelöst und die Menschen ermordet. |  |
|      | Weierbacher Straße 121 · 7. September 2022 | HIER WOHNTE PAULINE SCHARAWNER GEB. LEISER JG. 1887 DEPORTIERT 1942 KRASNICZYN ERMORDET | Pauline Scharawner wurde am 9. April 1887 in Hundsbach geboren, als Tochter von Abraham Leiser, einem Händler, und seiner Frau Gertraute, geborene Baum. Sie teilt das Schicksal ihres Ehemannes Bernhard. |  |
|      | Weierbacher Straße 121 · 7. September 2022 | HIER WOHNTE MARIANNE SCHARAWNER JG. 1926 DEPORTIERT 1942 KRASNICZYN ERMORDET            | Marianne Scharawner wurde am 16. Juni 1926 geboren. Marianne Scharawner wurde am 29. April 1942 gemeinsam mit ihren Eltern deportiert. Erst 2021/2022 wurden die fehlenden Namen auf den Deportationslisten mit den Angaben aus den noch vorhandenen Gestapo-Akten aus Koblenz rekonstruiert. |  |
|      | Weierbacher Straße 121 · 7. September 2022 | HIER WOHNTE ERICH SCHARAWNER JG. 1919 FLUCHT 1938 USA                                   | Erich Scharawner wurde am 20. Dezember 1919 geboren. Im Juli 1938 vermerkt die Gestapo in Koblenz, dass Erich beabsichtige auszuwandern und Urkunden hierfür erhalten habe. Sein Freund Willy Stern aus Oberstein unterstützte ihn finanziell. Willy Stern und Erich Scharawner waren an Bord der S.S. Manhattan, als diese am 16. November Hamburg verließ. Er war am 25. November 1938 in New York angekommen und wurde als Eric registriert. Erich lebte bei Kriegsbeginn 1939 in New York und schlug sich als Küchenhelfer in Restaurants und Zügen durch. Er meldete sich zum Militär und wurde am 17. Oktober 1942 in New York City eingezogen. Als Private wurde er bis 6 Monate nach Kriegsende verpflichtet. Dass seine Familie zu diesem Zeitpunkt bereits ermordet worden war, konnte er nicht wissen. Am 7. Juli 1951 fuhr Eric Scharwaner von New York aus nach Europa, im August kehrte er über Le Havre zurück. Er suchte seine Familie und besuchte Weierbach. Eric Scharawner starb am 5. Januar 2000 mit 80 Jahren in Miami. Er war nicht verheiratet, hatte keine Kinder und keine Angehörigen mehr. |  |